# 리영호 (군인)
리영호(李英浩, 표준어: 이영호, 1942년 10월 5일 ~ 2012년 7월경)는 조선민주주의인민공화국의 군인 겸 정치인이다. 조선인민군 차수를 지냈다.

## 경력
2003년 9월 제11기 대의원을 지냈으며, 2009년 4월 이후 제12기 대의원으로 있다. 2013년 현재 불분명한 이유로 실각했고, 모든 공직에서 해임됨에 따라 공식석상에 모습을 드러내지 않고 있으며 위와 같은 상황으로 비추어 봤을 때 숙청된 것으로 추정된다.
2010년 조명록 그리고 2011년 김정일 사망 당시에 국가 장의위원회 위원을 맡았다.